# 蜜獾

蜜獾在世界上的分佈地圖

蜜獾，诨号“平头哥”，鼬科動物，蜜獾屬下唯一一種，分佈於非洲、西亞及南亞。牠們以「世界上最無所畏懼的動物」被收錄在金氏世界紀錄大全中數年。也因為牠們膽子大、無所畏懼的名聲，致使世界上願意收容蜜獾的動物園很少。
其种加词意为“南非开普省的/好望角的”。

## 體型特徵
蜜獾的體型和獾的體型相當，牠們的身體厚實，頭部寬闊，眼睛小，外觀看不出耳朵，同時有個外觀平鈍的鼻子。體長約60至102公分，另加尾長約16至30公分，高約23至30公分。雄雌間的體型差異甚大，雄性的體重有時是雌性的兩倍，雌蜜獾體重約5至10公斤，而雄性的體重則約9至14公斤。

## 習性
蜜獾好居於干旱草原和熱帶草原，其為一種具有敏銳嗅覺的兇猛肉食性動物，最為人熟知的就是牠們的獵蛇本領，牠們用爪子抓住蛇的後頸再用強韌的下顎殺死牠，蜜獾可以在15分鐘內吞噬整條蛇（長150公分以下）。
蜜獾嗜食蜂蜜，許多蜂農為防止蜜獾破壞蜂箱，除開槍射殺外，亦會使用毒藥（雖然目前已研發出防蜜獾的蜂箱）。
有一種稱作響蜜鴷的鳥類，有引導蜜獾或其它大型哺乳動物找到蜂窩的能力，當牠們破壞蜂窩，響蜜鴷便能吃巢中剩下的蜂蠟。
蜜獾的獵食範圍廣泛，包括蚯蚓、白蟻、蝎子、體型較小的豪猪、野兔，甚至更大的獵物，如烏龜、約一米長的鱷魚以及蛇（包括蟒蛇和毒蛇）。牠無所畏懼的名聲來自於牠們常常攻擊體型比自己大的動物。

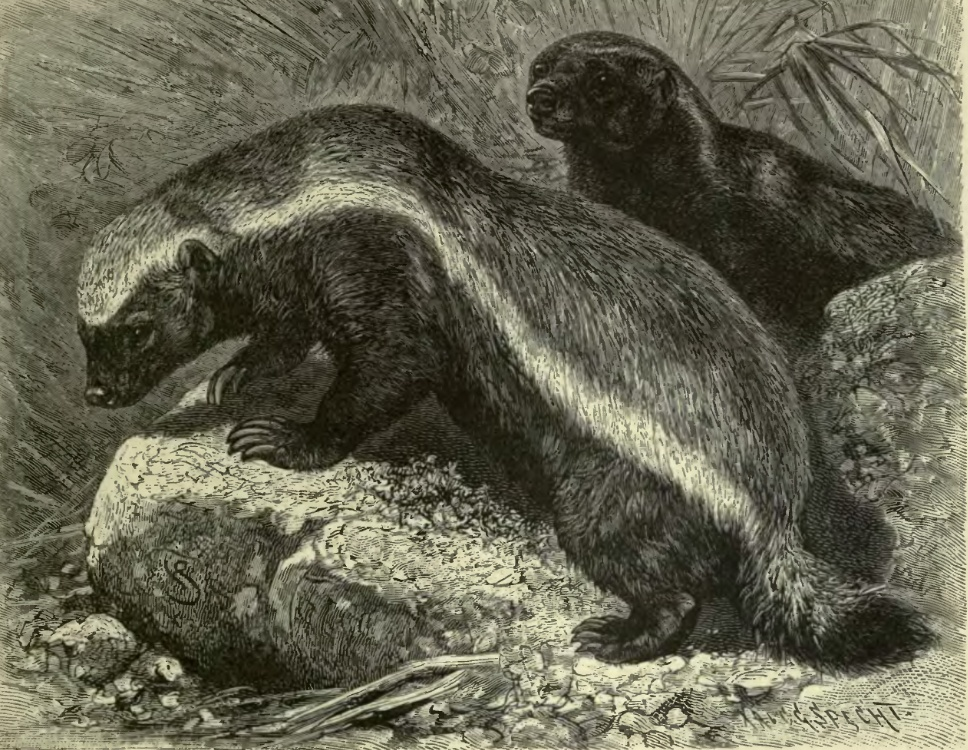
蜜獾
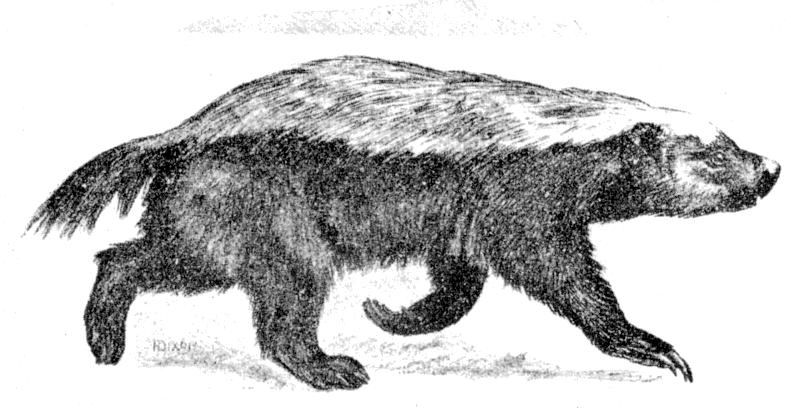
蜜獾
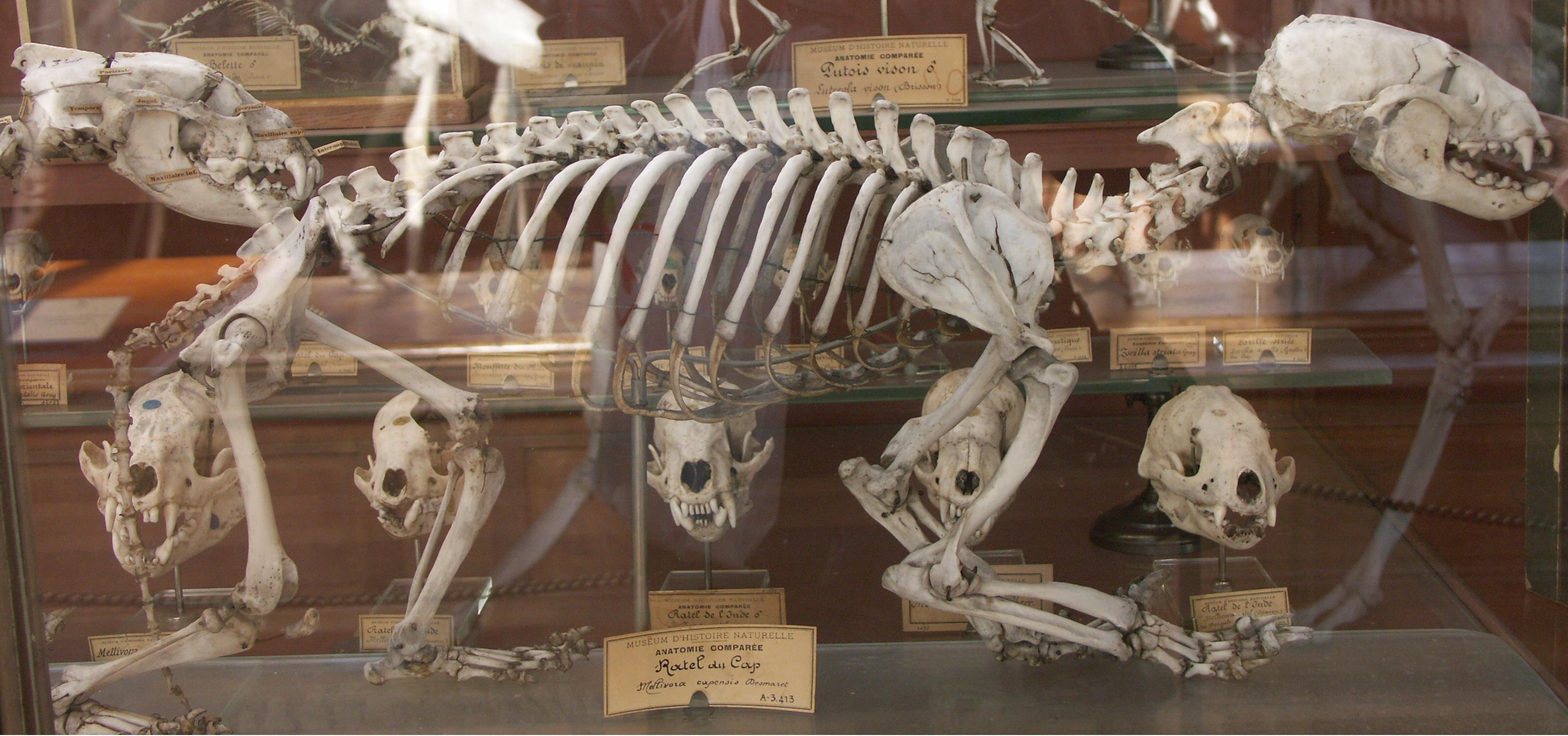
骨架
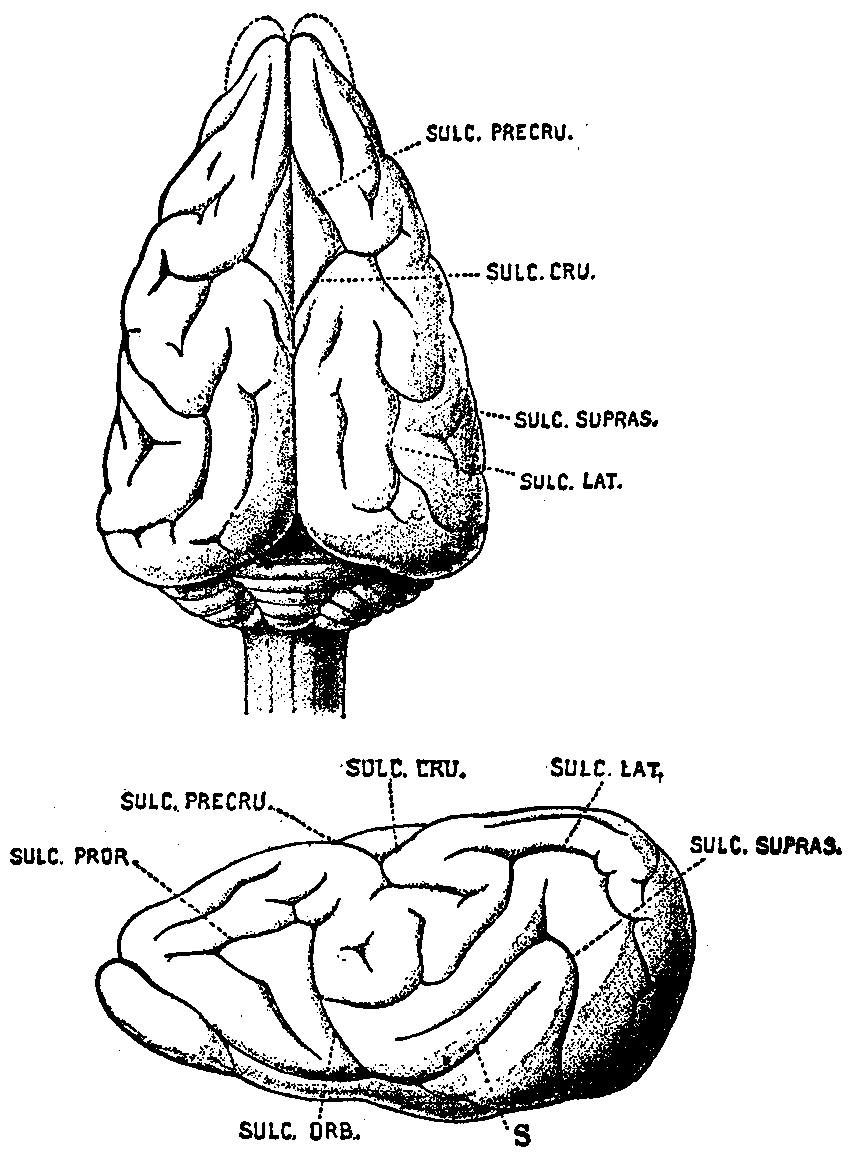
腦
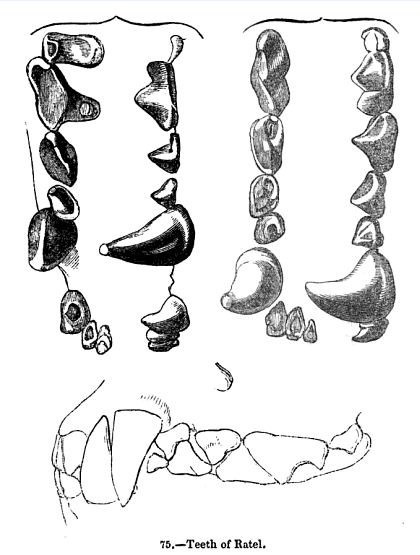
牙齒